# ال‌جی یوپلاس
ال‌جی یوپلاس (به انگلیسی: LG Uplus) شرکت مخابرات کره‌ای است، که در زمینه ارائه خدمات تلفن همراه، خدمات اینترنت، شبکه‌های بی‌سیم پهن‌باند، تلویزیون کابلی و تلویزیون دیجیتال فعالیت می‌کند.
شرکت ال‌جی یوپلاس در سال ۱۹۹۶ از ادغام ۳ شرکت زیرمجموعه گروه ال‌جی بنام‌های ال‌جی تلکام، ال‌جی داکام و ال‌جی پاورکام تأسیس شد.
دفتر مرکزی این شرکت در شهر سئول، کره جنوبی قرار دارد و بخشی از سهام آن در بازار بورس کره معامله می‌شود.
ال‌جی کورپوریشن با ۳۶ درصد و کپکو با در اختیار داشتن ۸٫۸ درصد از سهام ال‌جی یوپلاس، بزرگترین سهام‌داران این شرکت به‌شمار می‌آیند.